# Västergötlands Museum

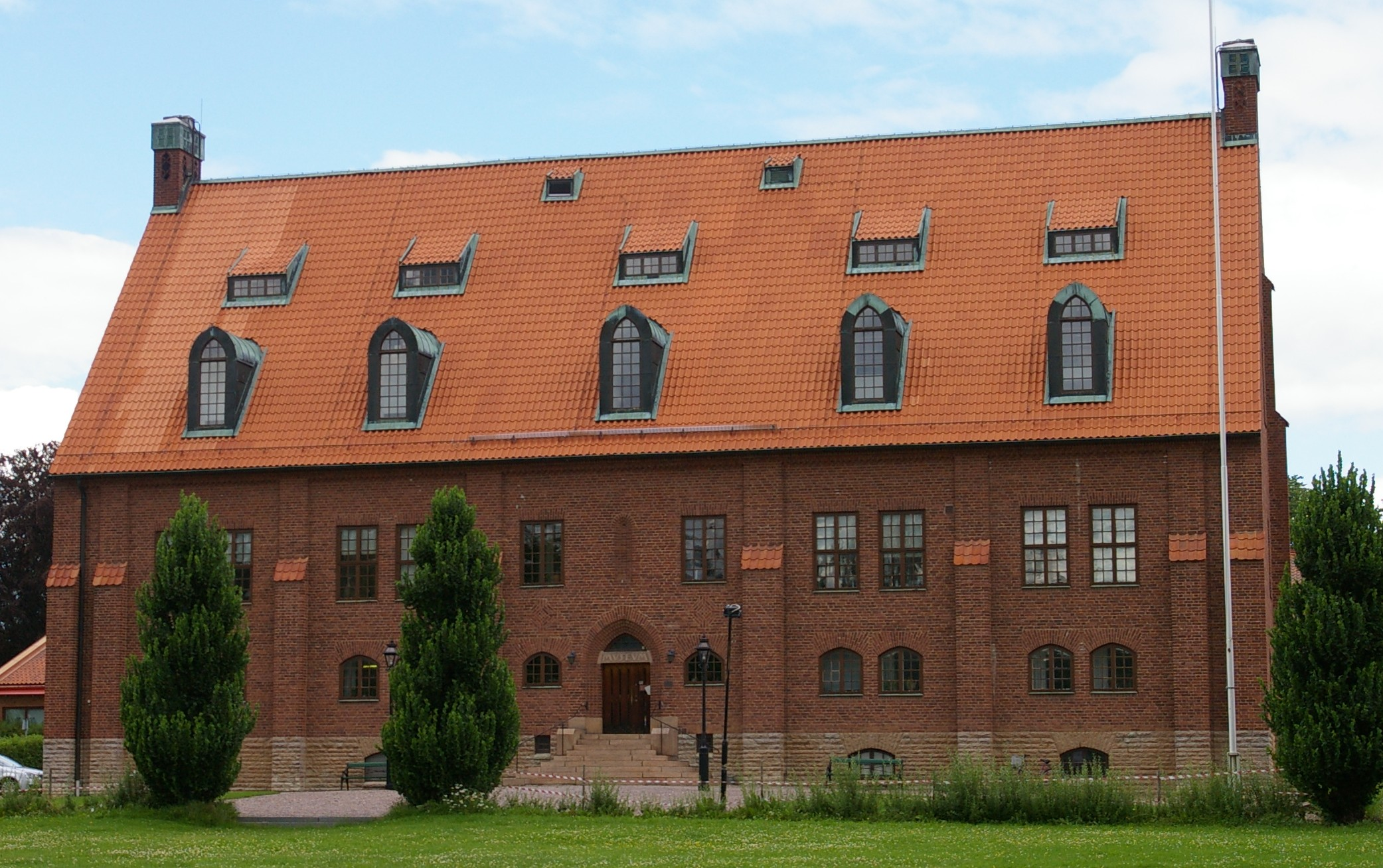
Västergötlands Museum

Västergötlands Museum ist ein regionalhistorisches Museum in der schwedischen Stadt Skara.

## Geschichte
Västergötlands Museum wurde 1919 vom Altertumsverein Västergötlands gegründet, um deren Sammlungen zu beherbergen. Neben dem Museum entstand auch ein Freilichtmuseum. 1977 wurde das Museum einer Stiftung übergeben, die vom Altertumsverein, dem Provinziallandtag der Provinz Skaraborgs län und der Gemeinde Skara gebildet wurde. Das Museum wurde in Skaraborgs länsmuseum umbenannt. 1994 wurde das Museum ausgebaut, um Platz für weitere Ausstellungen zu schaffen. Nachdem die Provinz Skaraborg 1998 in der neugebildeten Provinz Västra Götalands län aufging, nahm das Museum wieder seinen ursprünglichen Namen an.

## Ausstellungen
Das Museum hat drei Basisausstellungen:
- eine Ausstellung zu den etwa 3000 Jahre alten Bronzeschilden von Fröslunda, die neben den Schilden auch andere Objekte aus dieser Zeit und ein Bildspiel umfasst;
- eine Ausstellung zur Stadt Skara im Mittelalter (etwa von 1000 bis 1350);
- eine Ausstellung zur Künstlerin Agnes de Frumerie, die 1869 in Skövde geboren wurde.

Darüber hinaus gibt es regelmäßig zeitlich begrenzte Sonderausstellungen.

## Archiv und Projekte
Das umfangreiche Archiv des Museums wurde 1995 der Öffentlichkeit zugänglich gemacht, was dem Museum die Auszeichnung „Museum des Jahres“ einbrachte. Neben rein musealen Tätigkeiten nimmt das Museum an archäologischen Untersuchungen und Ausgrabungen in der Region teil, bietet Beratung und erstellt Gutachten in Fragen der Denkmalpflege und unterstützt die Region bei Projekten zum Kulturtourismus.

## Freilichtmuseum Fornbyn

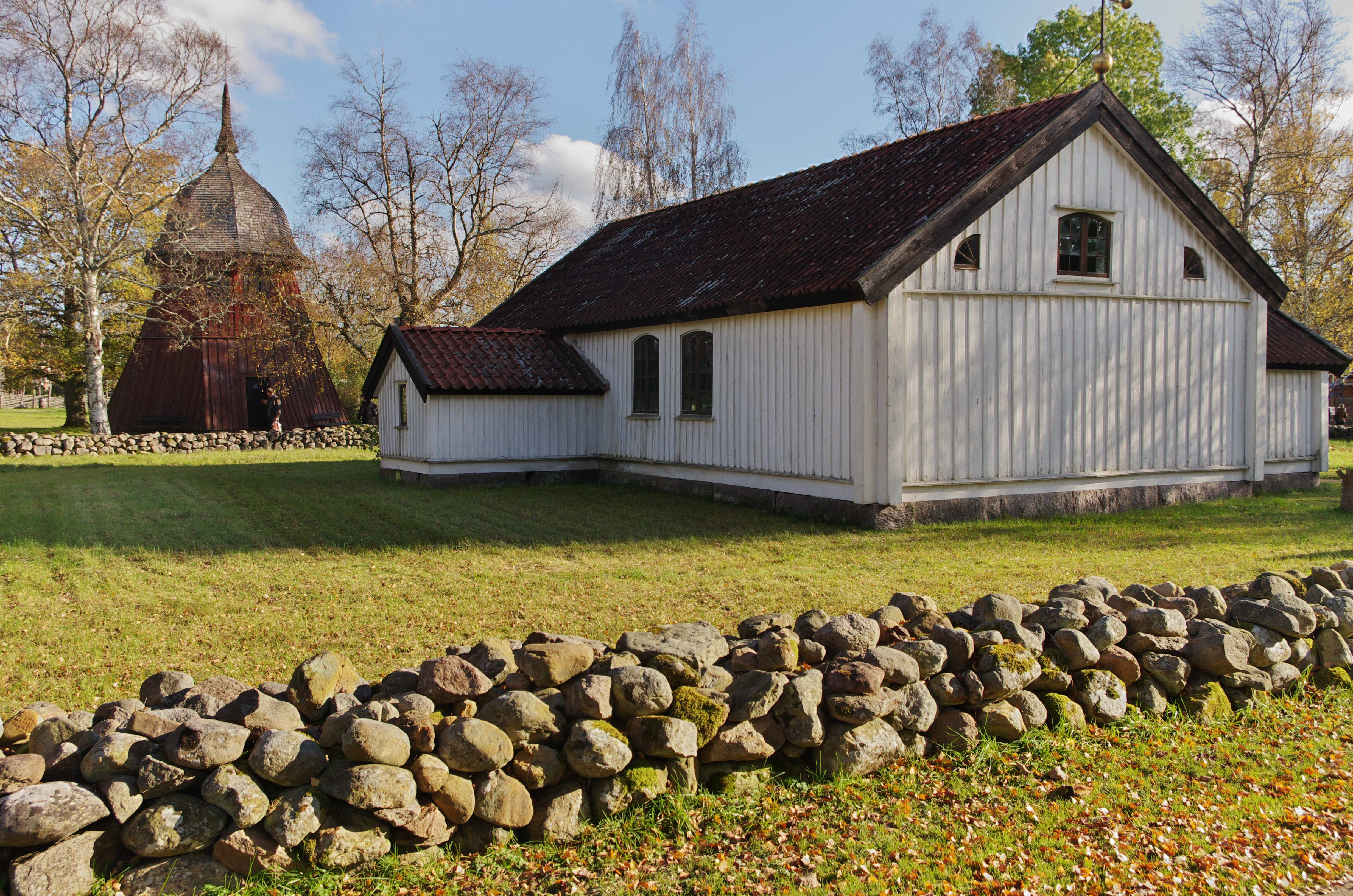
Freilichtmuseum Fornbyn

Neben Västergötlands Museum liegt das Freilichtmuseum Fornbyn mit etwa 30 Gebäuden aus der Region. Das Freilichtmuseum gehört verwaltungsmäßig zu Västergötlands Museum. Zum Museum gehört zudem der Musemsbauernhof Heljesgården am Westhang des Billingen.